# Dislexie
Dislexia este o tulburare la citit manifestată prin modificarea cuvintelor, prin greșeli de lectură etc.
Este un deficit de un anume grad, în recunoașterea și înțelegerea textelor scrise de mână sau tipărite. Totodată prezintă o lecturare lentă, greoaie, cu poticniri și chiar blocaje în citire.
Această deficiență poate fi sesizată în jurul vârstei de 6-7 ani, când apare de asemenea și însușirea cititului.
Copilul evită lecturarea și ezită să citească cu voce tare.
Dislexia este o deficiență de învățare frecventă care împiedică dezvoltarea capacității de a citi. Cititul nu este un act primordial la om. El trebuie învățat. Pacienții cu dislexie nu au un nivel mai scăzut de inteligență și nu învață mai greu alte lucruri în afară de citit. Totuși, incapacitatea de a citi repede sau fluent poate face multe arii de studiu greu de urmat. 
Sinonime pentru dislexie sunt: deficiență de citire, incapacitate de citire. 
Cititul este un proces cognitiv complex. Copiii învață să citească prin "traducerea" sau decodificarea sunetelor ce formează un cuvânt (foneme). De exemplu, cuvântul "pat" are trei foneme, adică sunetele P, A și T. Combinația între aceste sunete formează cuvântul "pat". Pe măsură ce copilul începe să recunoască cuvintele, citirea devine un proces automat. 
Pentru copiii cu dislexie, citirea se face altfel; aceștia au probleme în a decoda fonemele și au deci probleme în învățarea cititului și a scrisului ortografic. 
Pot avea probleme în reținerea fonemelor și a cuvintelor, cititul devenind încetinit și inexact. Copiii cu dislexie mai au probleme cu pronunțarea corectă a cuvintelor, scrierea de mână, planificarea și organizarea, operațiile matematice.

## Definiție și simptome
Dislexia, cunoscută și drept tulburare de citire sau alexie, reprezintă dificultatea de învățare caracterizată prin probleme de citire în ciuda unui nivel normal de inteligență. Diferite persoane sunt afectate în moduri diferite. Problemele pot include rostirea cuvintelor, ortografierea cuvintelor, citirea rapidă, scrierea cuvintelor, pronunțarea cuvintelor la citirea cu voce tare și înțelegerea textului citit. Adesea, aceste dificultăți sunt observate mai întâi la școală. Dificultățile nu sunt voluntare și cei cu această afecțiune au o dorință normală de a învăța.

## Cauze, mecanism și diagnostic
Se crede că dislexia este cauzată atât de factori genetici cât și de mediu. Unele cazuri sunt ereditare. Apare mult mai des la persoane cu tulburare de hiperactivitate cu deficit de atenție (ADHD) și este asociată cu probleme cu matematica. Când afecțiunea se manifestă pentru prima dată la vârsta adultă, poate fi rezultatul unei leziuni cerebrale traumatice, unui accident vascular cerebral sau demenței. Mecanismul de la bază implică probleme cu prelucrare a limbajului de către creier. Diagnosticarea se face printr-o serie de teste ale memoriei unei persoane, ale capacității de ortografiere, vizualizare și citire. Este diferită de dificultățile la citire ca rezultat al învățării necorespunzătoare sau problemelor de auz sau vedere.

## Tratament și epidemiologie
Tratamentul implică de obicei adaptarea metodelor de predare pentru a satisface nevoile persoanelor în cauză. Deși acest lucru nu vindecă problema de bază, dificultățile pot fi diminuate. Tratamentele care vizează viziunea nu sunt eficiente. Dislexia este cea mai frecventă tulburare de învățare. Aceasta afectează aproximativ 3% până la 7% dintre persoane. În timp ce este diagnosticată mai des la bărbați, se crede că afectează bărbații și femeile în egală măsură. Până la 20% din populație poate prezenta un anumit grad de simptome. Dislexia se produce în toate zonele lumii.